# Roger Lewis Baker
Roger Lewis Baker, ameriški rokometaš, * 10. avgust 1946, Hood River, Oregon.
Leta 1972 je na poletnih olimpijskih igrah v Münchnu v sestavi ameriške rokometne reprezentance osvojil 14. mesto.
Čez štiri leta je z reprezentanco osvojil deseto mesto.